# Universidad de las Américas de Puebla
A Universidad de las Américas Puebla, comumente conhecida como UDLAP, é uma universidade privada mexicana localizada em San Andrés Cholula, perto de Puebla de Zaragoza. É considerada uma das universidades de maior prestígio da América Latina, tendo sido classificada como a melhor universidade privada e de campus único do México pelo jornal El Universal.